# 法真寺 (文京区)
法真寺（ほうしんじ）は、東京都文京区にある浄土宗の寺院。

## 歴史
安土桃山時代、天野図書正成の開基である。正確な開山年代は不明であるが、1596年（慶長元年）に本山の知恩院より寺号が附与されている。
1838年（天保9年）に火災に遭い、その後再建された。1923年（大正12年）の関東大震災や1945年（昭和20年）の東京大空襲では、幸いにも被害に遭わずに済んだ。
樋口一葉は幼少期、当寺の隣に住んでおり、一葉の小説『ゆく雲』にも当寺が描写されるなど、「樋口一葉ゆかりの寺」として知られている。

## 墓所
- 天野家（開基）

初代・正成や歌人の天野葛盧を含む。
- 旗本平塚為政

元は紀州藩士。将軍となった徳川吉宗に同伴し、その旗下となる。関ヶ原の戦いで華々しく散った平塚為広の末裔。別系統の末裔には、平塚雷鳥や平塚常次郎がいる。
- 浮田家（宇喜田秀家の末裔）
- 小島藩士（静岡市清水区）福島新五左衛門忠久
- 石黒政常（装剣金工家）
- 稲葉則通（国学者、兵学者）
- 佐村嘉一郎（柔道家、講道館柔道十段、大日本武徳会柔道範士）

## 交通アクセス
- 本郷三丁目駅3番出口より徒歩6分（経路案内）。